# C.E. Webber
C.E. Webber (9 april 1909 – 26 juni 1969), geboren als Cecil Edwin Webber en door collega's ook wel Bunny genoemd, was een Brits scenario- en toneelschrijver.

## Loopbaan
Hij werkte in de vroege jaren zestig bij de British Broadcasting Corporation en was daar betrokken bij de ontwikkeling van de sciencefictionserie Doctor Who. Webber schreef enkele scripts voor de televisieserie, maar geen ervan werd uiteindelijk opgenomen, omdat producent Donald Wilson ze niet goed genoeg vond. Zijn ontwerp voor de eerste aflevering vormde echter wel de basis voor het door Anthony Coburn geschreven script van An Unearthly Child. Hij bedacht samen met Wilson en Sydney Newman het format van Doctor Who en de personages uit de eerste afleveringen zijn door hem bedacht.
Webber schreef de toneelstukken Be Good, Sweet Maid (1957), Out of the Frying Pan (1960) en The Mortal Bard (1964). Hij schreef daarnaast voor de televisieseries Hurricane (1961), Just William (1962) en Thorndyke (1964).
Webber overleed in 1969 in zijn woning in Midhurst.